# Rock the Paint
Rock the Paint ist ein Drama-Film von Phil Bertelsen aus dem Jahr 2005. In den Hauptrollen agieren Douglas Smith und Kevin Phillips als ungleiches Basketball-Gespann, deren Freundschaft mehr als einmal auf die Probe gestellt wird. In tragenden Rollen sind John Doman und Jas Anderson besetzt.
Auf dem Filmplakat ist zu lesen: „Basketball. Life. Your Gotta Own it!“ (Basketball. Leben. Du musst es besitzen!)

## Handlung
Das Leben des siebzehnjährigen Josh Sendler verläuft ziemlich sorglos, als er noch ein Bauernjunge aus Indiana ist, der dort mit seinem verwitweten Vater Lenny und seinem elfjährigen Bruder Tim lebt. Die Welt der Brüder dreht sich um urbane Hip-Hop-Gruppen wie Niggaz Wit Attitudes und All-State-Midwest-Basketball. Seine Welt verändert sich jedoch ziemlich radikal, als die Familie wegen eines neuen Jobs des Vaters, er hat eine Stelle als Lehrer ergattert, nach Newark in New Jersey umziehen muss. Die drei ziehen zu Josh Großeltern, die dort ein Haus besitzen. Die Großeltern haben keinen guten Ruf in der Nachbarschaft. Josh und sein Bruder müssen sich dennoch so schnell wie möglich an das Leben in einer Stadt gewöhnen. 
Eines Tages wird Josh von einigen Einheimischen zu einem Basketballspiel herausgefordert, die nicht ahnen, dass Josh diesen Sport schon in Indiana sehr akribisch betrieben hat. Sie nennen ihn „weißer Junge“ und er muss seinen schwarzen Mitmenschen beweisen, dass auch ein „Weißer“ das Spiel beherrschen kann. Nachdem Joshs Vater ihn an einer katholischen Highschool angemeldet hat, kommt es zu einigen Vorkommnissen, die darin münden, dass Josh sich mit Antwon Jackson anfreundet, einem sogenannten Basketball-Wunderspieler. Probleme bereitet ihm jedoch, dass er zunehmend von Antwones bestem Freund T-Bone ausgeschlossen wird. Als Josh, „der weiße Junge“, T-Bone als Stammspieler in einem ausschließlich mit Schwarzen besetzten High-School-Team verdrängt, nehmen die rassistischen Spannungen weiter zu. Dann kommt es auch noch zu einem Streit zwischen Josh und Antwon, als dessen jüngerer Bruder sich zu dem N-Wort hinreißen lässt.
Schließlich kommt es so weit, dass T-Bone die Schule wechselt und sich dem Team anschließt, das sich im Endspiel um die High-School-Meisterschaft gegenübersteht. Somit stehen nun auch T-Bone sowie Josh und Antwon auf unterschiedlichen Seiten. Es gelingt nicht, die rassistischen Spannungen auf dem Spielfeld auszuklammern, als diese beiden Mannschaften aufeinandertreffen. Josh und Antwon, die Stars ihrer Mannschaft, sind einfach noch zu ungeübt, um die Situation bewältigen zu können.

## Produktion

### Produktionsnotizen
Drehorte waren Newark, New Jersey und das vom Musikfestival bekannte Woodstock, New York. Es handelt sich um eine A Wren Court Production Featuring. Die Realisierung des Films erfolgte in Zusammenarbeit mit Indalo Productions, Kipany Productions, Rock the Paint Productions und TwoPoundBag Productions. Die Originalmusik steuerte Wyclef Jean bei. Brennan lernte den berühmten Hip-Hop-Künstler von den Fugees durch den Darsteller Reginald „Barshem“ Footman kennen, der ein Lied im Film singt. Das Film-Budget betrug geschätzt 1 Million Dollar. Für Phil Bertelsen bedeutete dieser Film sein Spielfilm-Debüt.

### Soundtrack
- Hip-Hop in The Morning von Carl Restivo, Wyclef Jean, Jerry „Wonder“ Duplessis – Vortrag Carl Restivo
- Rock the Paint, Rep Our City und Where My $5 at? von und mit Reginald Footman
- Never Enough und Jersey Girl und von und mit Carl Restivo
- Dream Awhile von und mit Steve Kirkman

### Veröffentlichung
Der Film hatte seine Weltpremiere am 24. April 2005 beim Tribeca Film Festival, wo er in einer 95-Minuten-Version aufgeführt wurde. Die US-DVD-Version ist 105 Minuten lang. Auch auf dem Black International Cinema Festival in Berlin wurde der Film 2005 gezeigt. Am 12. Februar 2006 wurde er auf dem Pan African Film Festival aufgeführt, am 20. April 2006 auf dem Montclair International Film Festival, am 18. August 2006 auf dem Twin Cities International Black Film Festival und am 5. April 2008 auf dem Garden State Film Festival. Am 6. Juni 2008 wurde er allgemein in den Vereinigten Staaten veröffentlicht, war allerdings limitiert. Am 10. Juni wurde er in den Vereinigten Staaten auf DVD veröffentlicht. Am 1. August 2008 wurde der Film beim Newark Black Film Festival vorgestellt und am 8. August 2008 beim New York New Filmmakers. Am 21. November wurde der Film dann erstmals im amerikanischen Fernsehen ausgestrahlt. In Kanada hatte Rock the Paint am 1. April 2009 sowohl Fernseh- als auch DVD-Premiere. In Australien erschien der Film am 1. Juni 2010 auf DVD. Unter dem Titel Zúzd le a pályát wurde er in Ungarn veröffentlicht.

## Rezeption

### Kritik
Auf der englische Seite Legacy Ain’t it cool News war man der Meinung, das Drehbuch, die Regie, die Schauspieler und der Soundtrack entsprächen einem großen Kinofilm, und zwar einem intensiven, rohen und kraftvollen Film. Weiter hieß es, die beiden Hauptdarsteller lieferten großartige Leistungen in ihren Rollen ab. Gelobt wurde auch die Chemie zwischen Joanna Hartshorne, die Antwons jüngere Schwester Keesha spielt, und Douglas Smith, der Josh Sendler verkörpert. Die Szenen zwischen ihnen seien so zärtlich und intim, dass man fast wegschauen und sie in Ruhe lassen möchte. Besondere Erwähnung verdienten auch Jas Anderson, der mit seiner Darstellung des geplagten T-Bone eine einzigartige und durchdringende Darstellung voller Gewalt und Schmerz abliefere, und Sam Oz Stone, der mit seiner Leinwandpräsenz und der Größe seines Talents die männliche Antwort der Indie-Welt auf Dakota Fanning sei. In seiner Rolle als Joshs Bruder beherrsche er die Leinwand mit einer kraftvollen Leistung sowohl was die komische als auch die tragische Seite betreffe, was nicht schlecht sei für ein elfjähriges Kind!
Auf der Seite nj.com True Jersey stellte Steve Hedgpeth fest, dass der ernsthafte Coming-of-Age-Indiefilm sich vor allem an ein junges Publikum wende. Auf der Seite Video Views konnte man lesen, dies seiner einer dieser kleinen Independent-Filme, von denen noch niemand gehört habe, wenn man ihn aber einmal gesehen habe, wisse man, dass man etwas Großartiges gesehen habe, und zwar einen sehr persönlichen und intensiven Film, der hart sei aber zutreffend. Es scheine so, als gebe es im Independent-Kino Filme, die besser geschrieben seien und eine emotionalere Wirkung hätten. Dies sei ein solcher Film. Er punkte auf allen Ebenen, angefangen bei den Drehorten, über die Charaktere und die Besetzung bis hin zum Soundtrack. Es sei ein kraftvoller, aber auch roher Film, der das Publikum in seinen Bann ziehe und nicht loslasse.

### Auszeichnungen
- 2005: Phil Bertelsen Gewinner des Creative Promise Award beim Tribeca Film Festival
- 2006: „Bester Film“ beim 9th International Film & Video Festival in Montclair, New Jersey
- 2008: Dallas Brennan Gewinner des Home Grown Award in der Kategorie „Bester Film“ beim Garden State Film Festival
- 2008: Carl Restivo Gewinner des Home Grown Music Award in der Kategorie „Beste Musik in einem Film“ für den Song Hip Hop in the Morning